# Abies nephrolepis
Abies nephrolepis és una espècie de conífera de la família de les pinàcies nativa de la Sibèria oriental, Xina septentrional i Corea. En castellà se'l coneix com a avet blanc siberià i en anglès avet de la Sibèria Oriental o avet de la Manxúria. No té noma comú en català.

## Descripció
Arbre d'uns 15-30 metres d'alçada, de fins a 1,2 metres de diàmetre, de port rabassut, dens, cònic i brancatge curt i uniforme. Escorça grisenca amb coloracions rosades, amb abundants berrugues suberoses. Els branquillons són de color marró clar, llustrosos, i agafen coloració grisenca en el segon o tercer any; són densament pubescents, de pèls molt petits. Borrons globosos i resinosos.
Fulles disposades de forma pectinada en dues files laterals, ascendents, de color verd clar o verd grisenc i forma linear i plana, d'1,5 3 cm de longitud per 1,5 mm d'amplada. El revers presenta dues línies estomatals de color blanc. L'àpex de la fulla és agut o escotat. Pinyes sèssils, de color marró-porpra o porpra fosc en estat madur, de forma cilindricoovoide o cilíndrica, de 4,5-9,5 per 2-3 cm. Les bràctees no sobresurten del con o bé són lleugerament exsertes, de forma obovada amb un àpex de fins a 3 mm. Llavors lleugerament apresses, d'obovoides a triangulars, de 4-6 mm, amb ales marrons i més curtes que la pròpia llavor. La pol·linització es produeix d'abril a maig i les llavors maduren de setembre a octubre.

## Ecologia i distribució
Espècie que habita zones de muntanya baixa (500-700 m) en els seus límits septentrionals de distribució, però que s'enfila fins als 2.000 m en la seva àrea central i sud de distribució. Creix sobre sòls ben drenats de diversa litologia i naturalesa en zones de clima fred, estius curts, frescos i humits, hiverns rigorosos i amb una precipitació majoritàriament en forma de neu.
Cohabita generalment amb altres espècies de coníferes com Pinus koraiensis, Picea jezoensis i en zones més alpines de la Sibèria Oriental per Pinus pumila i Juniperus sabina var. davurica, mentre que l'acompanya Picea obovata, Larix gmelinii i Pinus sibirica o Abies sibirica en zones més continentals. Algunes de les espècies de frondoses associades als boscos d'Abies nephrolepis són el Sorbus amurensis i espècies del gènere Betula. Espècie nativa del nord-est de la Xina, present a les províncies de Hebei, Heilongjiang, Jilin, Liaoning i Shaanxi, a les dues Corees i a les regions siberianes d'Amur, província Autònoma dels Hebreus, Primórie i el krai de Khabàrovsk.

## Taxonomia
Espècie estretament relacionada amb altres espècies de la secció Balsamea com Abies sachalinensis, Abies koreana, Abies veitchii o Abies sibirica espècies que reemplacen Abies nephrolepis en zones d'ambients similars, a l'est, sud, sud-est i oest de la seva àrea de distribució. De fet, en les zones de contacte d'Abies nephrolepis amb Abies sibirica apareix un híbrid de manera natural: Abies x sibirico-nephrolepis.

## Galeria

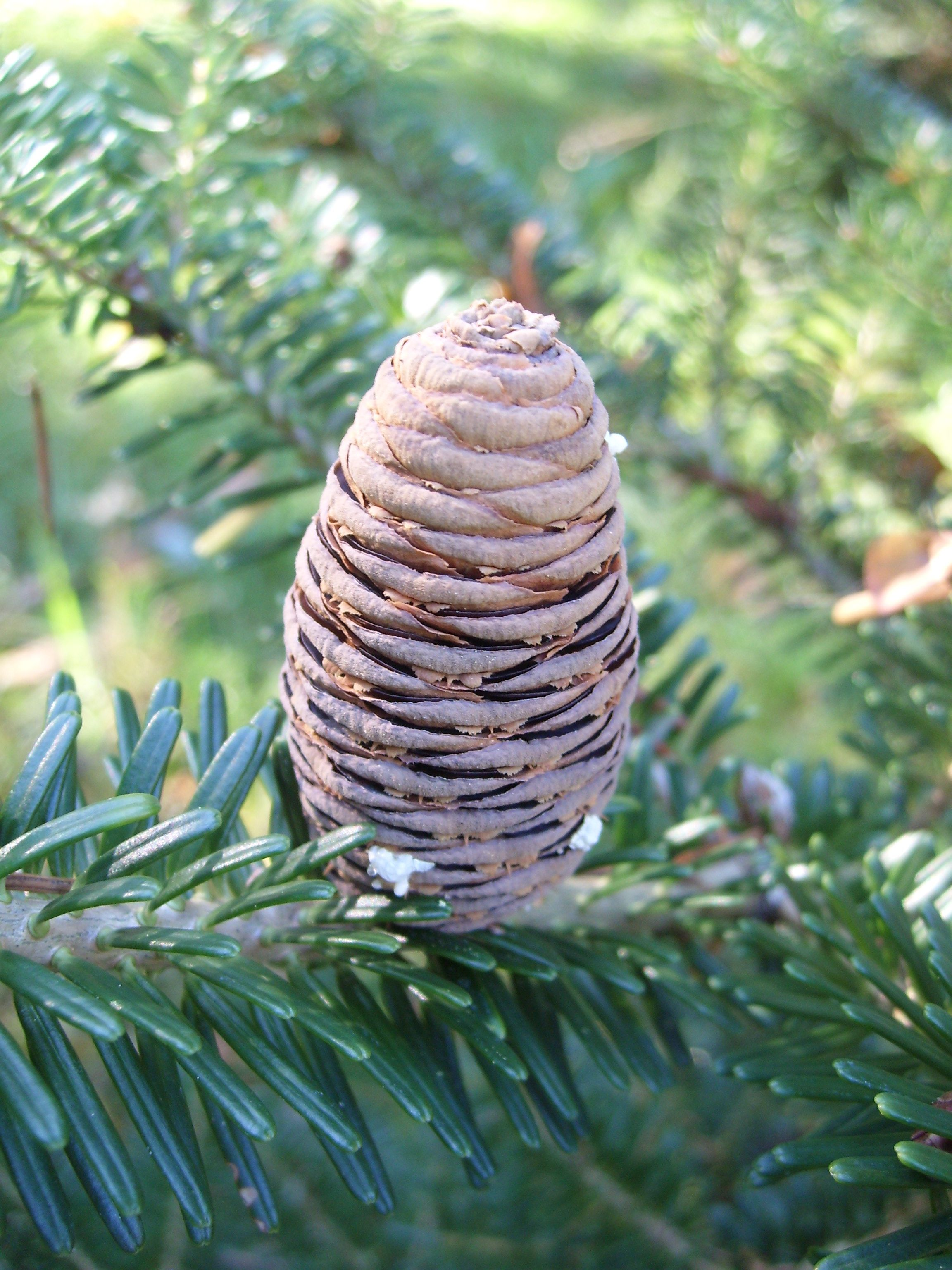
Pinya
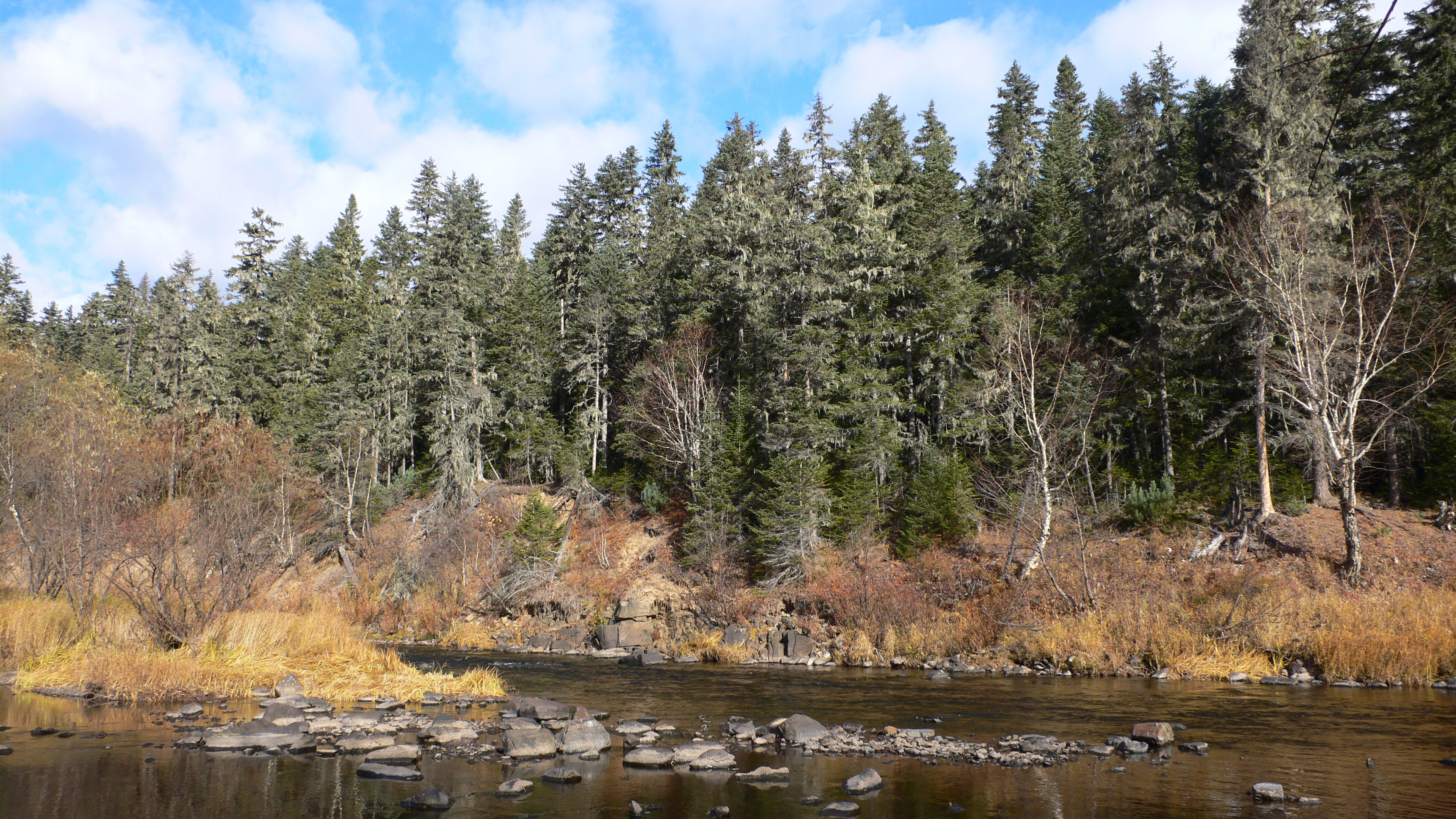
En el seu hàbitat natural
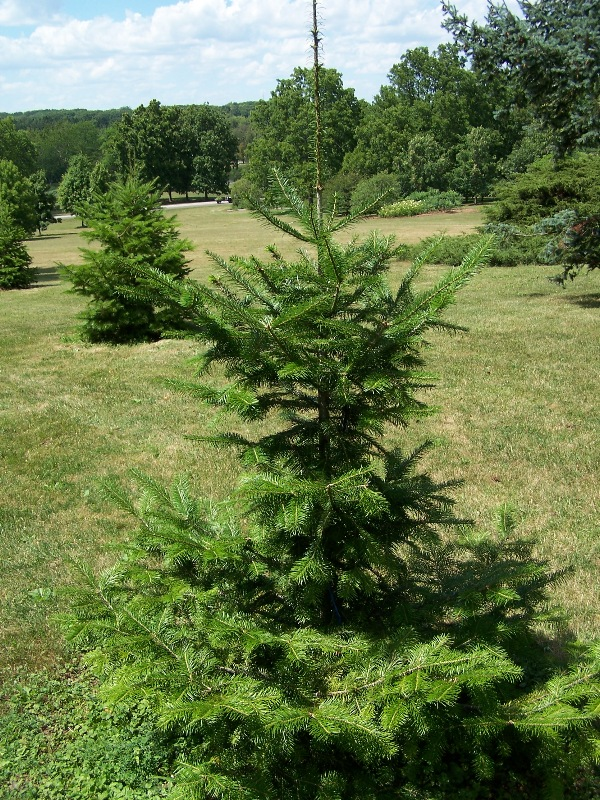
Exemplar jove cultivat